# 9490 Ґоземайер
9490 Ґоземайер (9490 Gosemeijer) — астероїд головного поясу, відкритий 25 березня 1971 року.
Тіссеранів параметр щодо Юпітера — 3,262.